# Oceanides vulcan
Oceanides vulcan är en insektsart som först beskrevs av White 1881.  Oceanides vulcan ingår i släktet Oceanides och familjen fröskinnbaggar. Inga underarter finns listade i Catalogue of Life.